# Zero Days
Zero Days è un film documentario del 2016 scritto e diretto da Alex Gibney. È stato selezionato per competere per l'Orso d'Oro al 66º Festival Internazionale del Cinema di Berlino.

## Trama
Zero Days racconta la nascita del virus informatico Stuxnet e lo sviluppo del software malware noto come " Olympic Games ". Il documentario si conclude con una discussione sul piano informatico di follow-up Nitro Zeus e sull'accordo nucleare iraniano.

## Distribuzione
Zero Days è stato distribuito in digitale su Amazon Video e iTunes il 6 dicembre 2016, trasmesso su BBC Four nella sezione Storyville nel Regno Unito il 16 gennaio 2017 e in DVD il 17 gennaio 2017.

## Accoglienza

### Critica
Sul sito web Rotten Tomatoes il documentario ha ottenuto 66 recensioni, di cui il 91% positive. Il commento da parte della critica sul sito afferma: "Fattori al di fuori del controllo di Gibney impediscono a Zero Days di offrire uno sguardo completo sull'argomento, ma il quadro parziale che emerge rimane tanto spaventoso quanto impossibile da ignorare". Metacritic ha assegnato al film un punteggio di 77/100 basato su 23 recensioni.
Scrivendo per RogerEbert.com, Godfrey Cheshire ha elogiato Zero Days come "Facilmente il film più importante che qualcuno abbia pubblicato quest'anno, è un documentario che merita di essere visto da ogni cittadino senziente di questo paese, e in effetti del mondo".
Zero Days è stato tra i 15 film selezionati per l'Oscar per il miglior documentario, ma alla fine non ha ricevuto una nomination all'Oscar. Il film ha vinto un Peabody Award nel 2017 ed è stato nominato per la migliore sceneggiatura di un documentario dalla Writers Guild of America .